# Liste der Monuments historiques in Réguiny
Die Liste der Monuments historiques in Réguiny führt die Monuments historiques in der französischen Gemeinde Réguiny auf.

## Liste der Bauwerke
| Bezeichnung         | Beschreibung | Standort       | Kennzeichnung | Schutzstatus | Datum | Bild |
| ------------------- | ------------ | -------------- | ------------- | ------------ | ----- | ---- |
| Schloss             |              | Porhman (Lage) | PA00091631    | Inscrit      | 1964  |      |
| Friedhofskreuz      |              | (Lage)         | PA00091632    | Inscrit      | 1925  |      |
| Brunnen Saint-Clair |              | (Lage)         | PA00091633    | Inscrit      | 1944  |      |

## Liste der Objekte
- Monuments historiques (Objekte) in Réguiny in der Base Palissy des französischen Kultusministerium